# Folkstone
Folkstone – włoska grupa muzyczna grająca folk metal z elementami muzyki średniowiecznej, założona w 2005 roku, w mieście Bergamo, w Lombardii.

## Dyskografia
- Briganti di Montagna (demo) (2007)
- Folkstone (24 kwietnia 2008)
- Damnati ad Metalia (20 marca 2010)
- Sgangogatt (12 czerwca 2011)
- Il Confine (16 marca 2012)